# Giovanni Battista Rezzonico
Giovanni Battista Rezzonico (ur. 1 czerwca 1740 w Wenecji, zm. 21 lipca 1783 w Rzymie) – włoski kardynał.
Był bratankiem papieża Klemensa XIII (1693-1769, pontyfikat 1758-1769) i młodszym bratem kardynała Carlo Rezzonico (1724-1799). Studiował w jezuickim Kolegium Rzymskim. Po wyborze wuja na papieża (1758) został prywatnym szambelanem papieskim (1760), referendarzem Obojga Sygnatur i klerykiem Kamery Apostolskiej (1761). Od stycznia 1763 pełnił funkcję wielkiego przeora rzymskiego przeoratu zakonu joannitów. W latach 1766–1770 był też majordomem papieży Klemensa XIII i Klemensa XIV. 
Papież Klemens XIV, który (jeszcze jako Lorenzo Ganganelli) otrzymał nominację kardynalską od Klemensa XIII, w ramach gestu rendere il cappello mianował Giovanniego Battistę kardynałem diakonem na konsystorzu 10 września 1770. Przy okazji Giovanni Battista uzyskał dyspensę z powodu tego, że kardynałem był wówczas już jego brat Carlo. Został przydzielony do pracy w Kongregacji Konsystorialnej, Kongregacji ds. Kościelnych Immunitetów, Kongregacji ds. Awinionu i Loreto, Kongregacji ds. Odpustów i Świętych Relikwii, w Fabryce św. Piotra i w Świętej Konsulcie (1770), a nieco później także w Kongregacji ds. Wód (1771).
Na Konklawe 1774–1775 wraz z bratem był jednym z liderów frakcji Gorliwych w Kolegium Kardynalskim. Nowy papież Pius VI był mu przychylny i 25 lutego 1775 mianował go prosekretarzem ds. Memoriałów i członkiem swojej familii. Mianował go też protektorem m.in. kanoników laterańskich i franciszkanów konwentualnych (1775).
Zmarł nagle, w wieku 43 lat.